# La Sagristia (els Masos)
La Sagristia, o barri de la Sagristia, o Mas de la Sagristia és un dels quatre nuclis de població que formen la comuna dels Masos, de la comarca del Conflent, a la Catalunya del Nord.
És a l'extrem occidental del terme dels Masos, al sud-est de la vila de Prada. Una part d'aquest poble pertany al terme comunal de Prada.

## Etimologia
L'antic Mas de la Sagristia era una propietat del monestir de Cuixà per donació, el 1035, del comte Guifré II de Cerdanya, i rebia el nom pel senyor del lloc, el sagristà del monestir (La Sacrestia, 1358).

## Història
Hom situa en el lloc de la Sacristia l'antic poble de Favars; també hom ha relacionat la Sagristia amb el lloc desaparegut d'Arboça. En el document esmentat del 1035 se cita el nom Favarias i es dona entenent que en aquell moment formava part del terme de Marqueixanes.